# 페로즈 1세

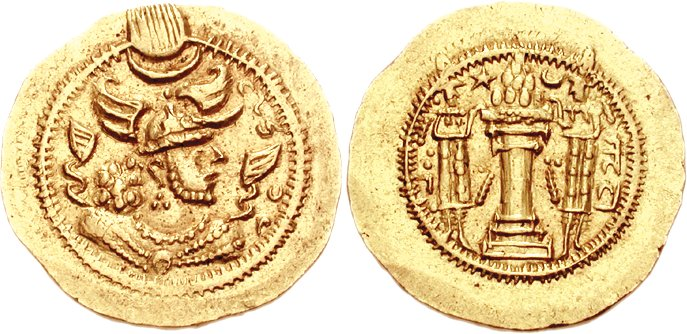
페로즈 1세의 동전. 다른 면은 조로아스터교의 배화신전

페로즈 1세(영어: Peroz I, 페르시아어: پیروز "the Victor", ? - 484년)는 사산 왕조 페르시아 제국의 샤이다. Pirooz, Peirozes, Priscus, Perooz, Piruz 등으로 표기되기도 한다. 야즈데게르드 2세의 장남이다.
네스토리우스파의 지지자였으며, 칼케돈 공의회를 박해하였다. 역사가들은 페로즈를 두려움이 없는 군주로 보았으며, Peroz the Victorious 라는 별칭을 부여하였다.

## 왕위쟁탈
야즈데게르드 2세가 죽자 제일 어린 자손인 호르미즈드는 에프탈로부터 방위를 위해 시스탄(Sistan)의 총독으로 근무해 부재중인 페로즈를 대신해 왕위에 올랐다. 에프탈의 국왕인 Khush-Nevaz는, 왕위 계승에서 밀려난 페로즈에게 우호적이었으며, 새로운 왕인 호르미즈드에겐 적대적이었다. 결국 페로즈는 에프탈의 지원을 받고 호르미즈드를 억류할 수 있었다. 억류된 호르미즈드가 그 후 어떻게 되었는지는 여러 이야기가 있지만, 일부는 살해당한 것으로 간주한다.

## 정세
Aghouank(오늘날의 알바니아)의 왕 Vatche는 페로즈와 호르미즈드가 다투는 틈을 타서 페르시아에 반기를 들고 독립을 선언하였다. 페로즈가 왕위에 오르게 되는 457년에 그는 군대를 이끌고 알바니아 지역을 정벌하였다. 그 후 에프탈과의 동맹을 끊었다.

### 대기근
역사가들의 기록에 의하면, 464년에서 471년에 이르는 7년동안 작물의 상태가 매우 좋지 않은 대기근이 발생하였다고 한다. 기록에 의하면 기후는 건조하였으며, 티그리스강과 유프라테스강에서 물이 흘러내려오지 않아 작황이 좋지않아 수천명의 사망자가 발생하였다고 한다.
하지만 역사가들은 페로즈가 대참사에 지혜로 대처하고, 그러한 역경에 직면해 엄격한 모습을 보여주었다고 기록하고 있다.

### 제1차 훈족 공략
대기근에서 회복된지 얼마되지 않아, 북부에서 에프탈과 전쟁이 일어났다. Khush-Nevaz에 의해 모욕된 것이 발단이었으며, 페로즈는 에프탈의 영토로 침범하여 퇴각하는 그들을 뒤쫓았다. 하지만 페로즈가 에프탈을 언덕으로 몰아붙였을 때, 페로즈는 참담한 패배와 함께 항복을 강요당하였고 배상금을 지불하게 되었다. 그 뿐만 아니라 자손인 카바드 1세를 인질로 잡히게 되었다.

### 아르메니아와의 분쟁
481년에 이베리아에 독립을 외치는 반란이 일어났다. 페로즈는 아르메니아에 페르시아인 총독을 보내 반란을 진압하게 하였다. 하지만 그가 떠난지 얼마 되지 않아, 반란은 거세졌으며 Bargatide라는 기독교인이 아르메니아의 황제로 선택되었다.
페르시아인 총독인 Adar-Vishnasp는 이베리아에서 페르시아의 지배력을 되찾기 위해 반란을 진압하려 하였지만 실패하였다. 그 후 페로즈는 두 부대를 보내는 것으로 대응하였다.
결국 아르메니아의 왕인 Sahag는 살해당했으며, 미흐란 가(House of Mihran)는 페르시아에서 큰 피해를 입었다. 하지만 페로즈는 미흐란 가의 Hazaravough를 신임하여 지휘자로 보내는 실수를 범한다. 결국 Hazaravough는 아르메니아에 오래 머물지 못하고 몇 달뒤 송환된다. 이러한 지위자를 곧바로 바꾸는 정책은, 이 시기동안 아르메니아가 페르시아인들에게 놓쳐지는 것을 보장하게 하였다.

### 제2차 훈족 공략
페로즈는 집권 말기에 5만 내지 10만의 병력을 모았으며, 동생 발라시를 크테시폰의 총독으로 임명하였다. 페로즈는 1차 훈족 정벌에서 받은 굴욕에 대한 복수로 에프탈을 공략하였다. 그는 박트라에 도달하였으며, Khush-Nevaz가 제안한 평화 조약을 거절하였다.
마지막 결전을 앞둔 페르시아군의 분주함을 타, Khush-Nevaz는 소수의 부대를 페로즈로 향하게 해서 매복을 준비하였다. 결국 작전은 성공하였으며, 페르시아군은 대패하고 페로즈는 살해당했다.
하지만 Khush-Nevaz는 페로즈의 시신을 존엄히 대하였으며, 성대하게 장례를 치러 페르시아에 보냈다. 그 후 페르시아에선 페로즈의 다음으로 발라시가 집권하였다.

## 관련 문헌
- Wigram, W. A. An introduction to the history of the Assyrian Church or The Church of the Sassanid Persian Empire, (Gorgias Press, 2004), ISBN 1-59333-103-7